# Arbre du Monde

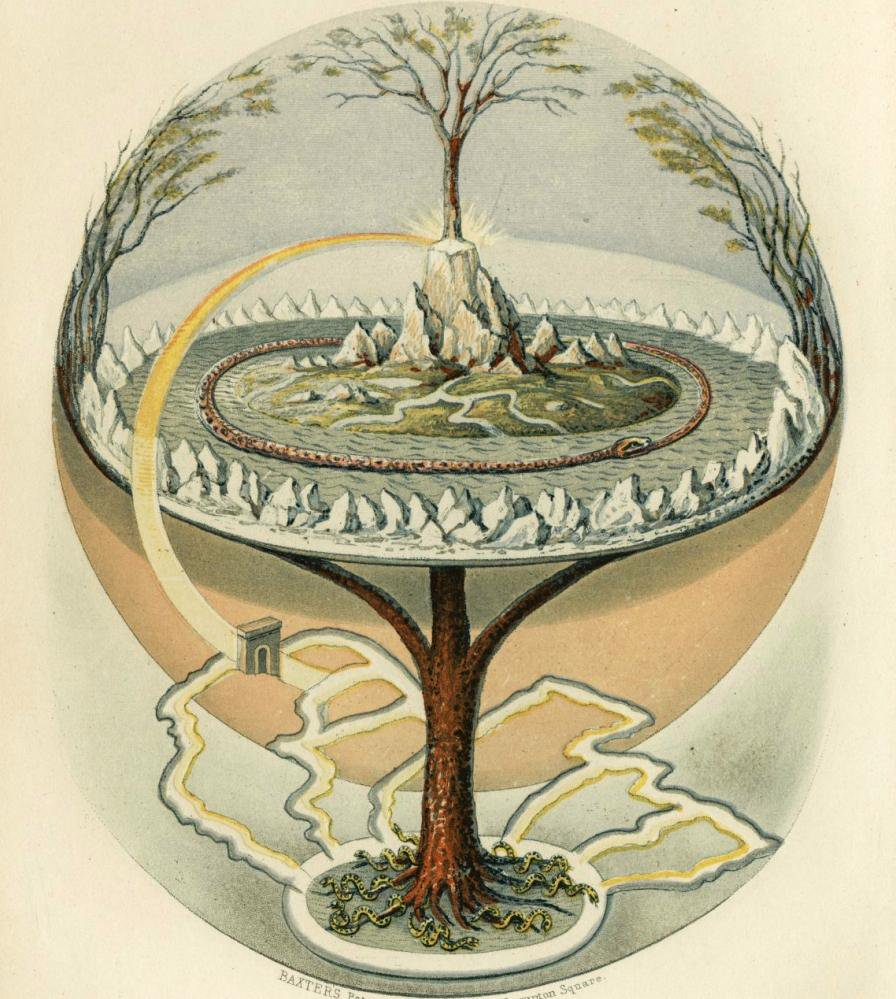
Yggdrasil, l'Arbre-Monde des Vikings et de la mythologie nordique. Peinture attribuée à Oluf Bagge (1780-1836), dont gravure extraite d’une planche incluse dans la traduction en anglais de l’Edda en Prose par Oluf Olufsen Bagge lui-même (publiée en 1847).

La notion d’Arbre du Monde (ou Arbre-Monde) est un archétype renvoyant, au sein de plusieurs mythologies, à l'existence d'un arbre cosmique reliant les différentes parties de l'Univers — généralement les mondes céleste, terrestre et souterrain.
Cette notion apparaît ainsi chez de nombreux peuples indo-européens, tels les Perses, les Slaves et les Germains. La tradition hindoue (Rig Veda) compare l'univers à « un arbre à mille branches ». Elle revêt une forme particulièrement aboutie dans la religion scandinave, où l'arbre cosmique Yggdrasil (certainement un frêne ou un if), possédait des branches qui se déployaient dans les cieux et dont les racines menaient au pays des géants, à celui des humains et aux enfers.
Ce concept se retrouve chez d'autres peuples, notamment chez les peuples chamanistes de Sibérie et les peuples précolombiens, où il symbolise aussi la Terre-Mère[réf. nécessaire] et aiderait le chamane à passer d'un monde à l'autre,.
Selon Chevalier et Gheerbrant (voir Bibliographie), « le chêne serait la figure par excellence de l’arbre, ou de l’axe du monde, tant chez les Celtes qu'en Grèce, à Dodone. C'est encore le cas chez les Iakoutes sibériens. »

## L'Arbre du Monde de par le monde

### Chine
L'Arbre du Monde se nomme Kien Mou (« bois dressé ») ou Jian Mu.

### Mésopotamie
L'Arbre-Monde se nomme KisKanu. Et l'Arbre-Vigne GesTin. Incantation babylonienne :
« Dans Eridu a poussé un Kiskanu noir, en un lieu saint il a été créé ; Son éclat est celui du lapis-lazuli brillant, il s’étend vers Vapsu. C’est le déambulatoire d’Ea dans l’opulente Eridu, Sa résidence est un lieu de repos pour Bau… ».

### Europe du nord
Evoqué dans la mythologie scandinave et germanique, dont il est littéralement un pilier cosmogonique, L'Arbre-Monde y est nommé Yggdrasil.
Un arbre sacré pour les Saxons, nommé Irminsul / Irmin Säule, fut vénéré par ceux-ci, peut-être en référence à l'Arbre du Monde. De même pour le Chêne de Thor chatte ou l'Arbre sacré d'Uppsala en Scandinavie.

### Roumanie
L'arbre-monde se nomme ArminDer.

### Chez les chamanes samoyèdes
Mircea Eliade reprend le récit fait par un chamane Avam-Samoyède de sa propre initiation extatique à l'ethnologue russe Andreï A. Popov (1902-1960). Le chamane affirme avoir été conduit au Centre du Monde, où se trouvent « l'Arbre du Monde et le Seigneur Universel » (aussi appelé le Seigneur de l'Arbre). Il aurait reçu « de l'Arbre Cosmique et du Seigneur lui-même le bois pour se construire un tambour (...) ». Cet arbre, dans le récit, est « un jeune bouleau [qui] s'élev[e] jusqu'au ciel », et pousse sur une île au bord des Neuf Mers (...) ». Près de lui poussent « neuf herbes, ancêtres de toutes les plantes de la terre ». Au sommet de l'arbre, l'apprenti chamane aperçoit les ancêtres des nations (russes, dolganes, yakoutes, toungouses...). Le Seigneur de l'Arbre lui-même, « prenant figure humaine et sortant de l'arbre jusqu'à la poitrine », déclare qu'il y a une branche qu'il ne donne pas aux chamanes, car il la garde pour les êtres humains ordinaires, qui pourront en faire tout usage (habitations, etc.), et conclut : « Je suis l'Arbre qui donne la vie à tous les humains ».

### Yakoutes (Sibérie)
L'arbre-Monde se nomme Aal Luuk Mas. Le premier homme est né d'Aal Luuk Mas.

### Olmèques
L'arbre-Monde se nomme UlaMa(K).

### Mayas
L'arbre-Monde se nomme Ceiba / Yax Imix Che / Wacah Chan.

### Maoris (Nouvelle-Zélande)
L'arbre-Monde se nomme Kauri/Tane.

## L'Arbre-Monde en littérature

### ChezLa Fontaine
À la fin de sa Fable Le Chêne et le Roseau [Livre I, fable 22], dont il emprunte le thème à Ésope, La Fontaine fait une allusion claire au mythe de l'Arbre-Monde[réf. nécessaire] quand il écrit à propos du chêne vaincu par la tempête :
Celui de qui la tête au ciel était voisine,

Et dont les pieds touchaient à l'empire des morts.

### Dans les contes de Grimm
Selon Natacha Rimasson-Fertin (voir Bibliographie), le tilleul mentionné dans le conte de Grimm intitulé Le Roi Grenouille ou Henri de Fer (KHM1), qui « était un arbre sacré auquel on faisait des offrandes » (mais aussi « un arbre associé aux sorcières », forme avec le puits du conte « un axe vertical qui relie la terre au ciel », soit l’axis mundi étudié par Mircea Eliade.

### AuXXesiècleet après
(avril 2021).
- Si vous ne connaissez pas le sujet, laissez ce bandeau (vous pouvez alors contacter les auteurs).
- Si vous supprimez le contenu mis en cause (vous pouvez préalablement contacter les auteurs),

argumentez précisément cette suppression dans la page de discussion
(un manque de référence n'est pas un argument ; une recherche réelle de référence doit avoir été effectuée, être formellement documentée).
Au siècle dernier, le thème de l'arbre-univers ou de l'arbre géant qui représente un monde à lui seul s'est décliné de diverses façons, et l'intérêt pour son altérité "radicale" (si l'on peut dire), comme pour son rôle crucial dans l'équilibre de notre écosystème global, est allé croissant,,,.
On assiste même à une sorte de résurgence spirituelle et commerciale des mythes de l'Arbre-Monde et de l'Arbre de vie, et à une certaine réappropriation de leur symbolique. Cette résurgence du mythe semble aller de pair avec la montée des courants "collapsologiques" et survivalistes, dans leur versant qu'on pourrait dire "positif" et propositionnel, comme en témoignent la récente parution (en juin 2019) d'un mooc (au sens de « magazine-livre ») qui porte le nom significatif et emblématique d'« Yggdrasil Magazine », animé entre autres par Pablo Servigne, mais aussi certaines des thématiques abordées dans la revue « Multitudes », entre autres par l'universitaire Anna Lowenhaupt Tsing. Le journal Le Monde note aussi en 2018 « le retour de l'arbre dans l’imaginaire politique », entre autres pour accompagner « la nouvelle campagne de reforestation lancée en Chine ». Et le thème traditionnel précolombien (Olmèque entre autres) de l'Arbre de Vie, plus tard catholicisé lors de la Conquête espagnole du Mexique, donne aujourd'hui encore lieu à un artisanat d'art très vivant (voir les articles consacrés à l'Arbre de vie (artisanat), et à la Poterie de Metepec).
Et ceci a été favorisé probablement par l'augmentation de la sensibilité écologique, au tournant du siècle, et par la prise de conscience de l'alternative que l'arbre représente au mode de vie animal dont nous faisons partie, dans sa manière d'être vivant et d'être-au-monde, défiant le temps par une symbiose originale avec son environnement. C'est de cette prise de conscience dont les mythes anciens sont la prescience et témoignent métaphoriquement et symboliquement.
Comme jalons de cet intérêt et de cette prise de conscience, on peut citer entre autres :
- L'Homme qui plantait des arbres (1953-1954)[21], nouvelle de Jean Giono qui a connu un grand retentissement dans le monde, notamment par son aspect éducatif (l’œuvre étant l'une des plus lues dans l'univers de la littérature-jeunesse), d'autant qu'elle a inspiré un film d'animation canadien du même titre en 1987, réalisé par Frédéric Back, lequel a obtenu plus de quarante prix à travers le monde. Elle raconte comment un berger solitaire, Elzéard Bouffier, un homme seul, par la seule force de sa conscience et de son travail personnel obstiné, redonne vie, animation et population à une région en voie de désertification, en replantant une forêt qui restaure l'équilibre écologique et hydrographique de son milieu. 
Ce texte a peu à peu pris le statut d'un véritable manifeste de la cause écologiste[22], et d'une illustration poétique prémonitoire de la notion de développement durable[23]. 
Pour certains, il représente même le « manuel pratique »[24] de la célèbre phrase de Gandhi : « Soyez vous-même le changement que vous voulez voir dans le monde »[25]. Parce qu’il nous prouve « que des petits gestes, répétés jour après jour avec patience, peuvent changer un coin du monde, que nos gestes à tous, une fois cumulés, peuvent changer le monde […] armés de nos [seules] volontés. Il nous suffit d’en prendre conscience, comme Elzéard Bouffier le héros de Giono »[24]. Et de revenir donc comme lui, mais avec sa ténacité, à la présence essentielle de l’arbre. Ainsi, ce texte de Giono semble annoncer par l'exemple la « logique du colibri[26] » et celle de l'empowerment (« capacitation, autonomisation »), encourageant chacun à « faire sa part » pour contribuer à la transition écologique et sociétale, initiés en France dès le dernier quart du XXe siècle, et depuis le début des années 2000 entre autres par Pierre Rabhi[26]. 
Thierry Crouzet rappelle d'ailleurs, dans sa préface à l'une des éditions de cette nouvelle, les déclarations de Giono en 1957 (dans sa lettre au conservateur des Eaux et Forêts de Digne) qui confirment l'aspect militant, la volonté d'exemplarité, voire le prosélytisme intentionnel de ce texte[25] : « [après avoir rappelé les nombreuses langues dans lesquelles la nouvelle avait été traduite dès 1957] J’ai donné mes droits gratuitement pour toutes les reproductions. Un Américain est venu me voir dernièrement pour me demander l’autorisation de faire tirer ce texte à 100 000 exemplaires pour les répandre gratuitement en Amérique (ce que j’ai bien entendu accepté). C’est un de mes textes dont je suis le plus fier. Il ne me rapporte pas un centime et c’est pourquoi il accomplit ce pour quoi il a été écrit. [...] J’aimerais vous rencontrer, s’il vous est possible, pour parler précisément de l’utilisation pratique de ce texte. Je crois qu’il est temps qu’on fasse une "politique de l’arbre" bien que le mot politique semble bien mal adapté »[27]. Et Crouzet d'ajouter : « Ainsi Giono devança Creative Commons de près de 50 ans »[24] !
- Printemps silencieux (1962), essai de Rachel Carson qui a bénéficié d'une grande diffusion (notamment dans la presse, avec le New Yorker et le New York Times). Il a suscité la polémique et la controverse judiciaire, mais il a eu a eu de grandes conséquences, notamment en contribuant à l'interdiction des pesticides les plus polluants et dangereux pour l'environnement comme le DDT.
- Mystérieuse : matin, midi et soir (1971)[28], bande dessinée de Jean-Claude Forest adaptée de L'Île mystérieuse de Jules Verne, et qui met en scène une sorte d'arbre-univers labyrinthique gigantesque, de la variété des « arbres minuit de l'espèce des furibons »[29], qui mesure « 600 m [de haut], et dont la masse du feuillage [mesure] un bon kilomètre de rayon »[29] (!). Il s'agit donc bien d'un arbre fantastique, quand on sait que la taille maximale d'un arbre, constatée sur Terre, est de 115 m, pour un maximum théorique de 138 m[30]. C'est d'ailleurs cet arbre géant qui livrera la clé des mystères de l'île, et précipitera son naufrage final[31]. Cet arbre est peut-être une réminiscence d'Yggdrasil, l'Arbre-Monde viking, mais aussi, graphiquement, des baobabs envahissants de la planète du Petit Prince de Saint-Exupéry. 
Forest transpose le « positivisme civilisationnel occidental »[32] de Verne, incarné par le personnage de l'ingénieur Cyrus Smith, en une sorte de « robinsonnade onirique et sentimentale »[32], plus enfantine, portée par le personnage de Petit Paul, et par les personnages féminins plus forts et présents que chez Verne. Ce faisant, il explore le thème du labyrinthe qui est récurrent dans son œuvre[32], et surtout il exprime une préoccupation et une sensibilité écologiques, nouvelles à l'époque[32].
- Écotopie, Reportage et notes personnelles de William Weston (1975)[33], roman d'Ernest Callenbach, présentant une société écologiste utopique, imparfaite mais en cours de création[34].
- Arbres (1976)[35], recueil de poèmes de Jacques Prévert, avec des gravures de Georges Ribemont-Dessaignes, paru chez Gallimard, un hymne et un plaidoyer envers les arbres, ainsi qu'une célébration graphique de leur beauté.
- Hypérion (1989), un roman de science-fiction de Dan Simmons, nous présente un ordre écologiste utilisant des vaisseaux spatiaux démesurés appelés arbres mondes. L'un de ces vaisseaux est appelé Yggdrasil.
- La Vie secrète des arbres, ce qu'ils ressentent, comment ils communiquent (2017)[36], essai de Peter Wohlleben, véritable phénomène éditorial, best-seller mondial traduit en 32 langues.
- L'Arbre-monde (2018)[37], roman de Richard Powers, qui raconte les expériences et les révélations fulgurantes de nombreux personnages dans leurs relations avec les arbres, et leur intuition du mode de vie et de conscience de l'arbre différent du nôtre. Extrait de la quatrième de couverture : « Une éco-fiction haletante, aux dimensions symphoniques, qui montre le lien entre l'Homme et la nature en s'appuyant sur le drame écologique que la société actuelle, trop connectée au cyberworld, refuse de voir, avec notre lente noyade dans le virtuel. Les destins des protagonistes [...] s'entrelacent autour de ce qui est peut-être le premier et le dernier mystère du monde : la communication entre les arbres, avec au centre du récit un séquoia menacé de destruction. Richard Powers [...] nous rappelle ici que sans la nature notre culture n'est que ruine de l'âme »[37]. Ce roman a obtenu le Grand Prix de littérature américaine en 2018 et le Prix Pulitzer en 2019.